# Operațiunea Serval
Operațiunea Serval (franceză Opération Serval) a fost o operațiune militară franceză în Mali. Scopul operațiunii a fost eliminarea militanților islamici din partea de nord a Maliului, care au început să forțeze intrarea în centrul Maliului.
Operațiunea Serval a urmat după Rezoluția 2085 a Consiliului de Securitate al Organizației Națiunilor Unite din 20 decembrie 2012 și după ce guvernul interimar din Mali a cerut asistența militară a Franței. Operațiunea s-a terminat pe 15 iulie 2014, iar aceasta a fost înlocuită de Operațiunea Barkhane începută pe 1 august 2014, pentru a lupta împotriva luptătorilor islamiști din Sahel. Trei dintre cei cinci lideri islamici, Abdelhamid Abou Zeid, Abdel Krim și Omar Ould Hamaha au fost uciși, în timp ce Mokhtar Belmokhtar a fugit în Libia, iar Iyad ag Ghali a fugit în Algeria.
Operațiunea este numită după o specie de feline de mărime medie din Africa numite Serval.

## Vezi și
- Conflictul din Mali
- Bătălia de la Konna
- Operațiunea Barkhane